# Ommata notaticollis
Ommata notaticollis là một loài bọ cánh cứng trong họ Cerambycidae.